# Теодор Ліхтенгайн
Теодор Ліхтенгайн (англ. Theodor Lichtenhein; січень 1829, Кенігсберг — 19 травня 1874, Чикаго) — американський шахіст.
Народився в Кенігсберзі (Східна Пруссія). Навчився грати в шахи у віці 12 років і шість років по тому вже був президентом шахового клубу Кенігсберга. Спочатку здобував освіту медика, а потім вступив на службу до прусської армії.
Ліхтенгайн прибув до США в листопаді 1851 на борту судна Генрі Клей і значною мірою забув про шахи, присвятивши весь свій час оптовій торгівлі. Але 1856 року вступив до шахового клубу в Нью-Йорку й незабаром став найсильнішим його членом. На 1-му американському шаховому конгресі в Нью-Йорку (6 жовтня — 10 листопада 1857, переможець — Пол Морфі) він посів 3-є місце. Переміг Чарльза Стенлі (3-2) в 1-му турі, взяв гору над Фредеріком Перріном (3-0) в 2-му раунді, поступився Морфі (0½-3½) в півфіналі, і здолав Бенджаміна Рафаеля (3-0) в матчі за третє місце.
1858 року його обрали президентом Ньюйоркського шахового клубу. Він зіграв унічию проти Перрена (1-1) у матчі Нью-Йорк — Бруклін в 1860 і виграв матч проти Гардмана Філіпса Монтгомері (7½-2½) у Філадельфії 1861. Служив у чині майора в 58-му полку добровольців з Нью-Йорка під час Громадянської війни, а також бувши кореспондентом ілюстрованої газети Френка Леслі.